# Луций Эмилий Лепид Павел (консул 50 года до н. э.)
Лу́ций Эми́лий Ле́пид Па́вел (лат. Lucius Aemilius Lepidus Paullus; умер после 42 года до н. э.) — древнеримский политический деятель из патрицианского рода Эмилиев, консул 50 года до н. э. Был противником Гая Юлия Цезаря, но позже, приняв у него взятку, занял нейтральные позиции. После убийства Цезаря выступал на стороне сенатской «партии». В 43 году до н. э. был включён в проскрипционные списки, смог спастись и закончил свою жизнь в одной из восточных провинций Рима.

## Происхождение
Луций Эмилий принадлежал к знатному патрицианскому роду Эмилиев, который античные авторы относили к самым старым семействам Рима. Первый носитель когномена Лепид (Lepidus) достиг консульства в 285 году до н. э. Отцом Луция был консул 78 года до н. э. Марк Эмилий; о деде и прадеде, носивших преномены Квинт и Марк соответственно, точно ничего не известно. Согласно предположению В. Друмана, Марк-прадед — это военный трибун, сражавшийся при Магнезии в 189 году до н. э.. Другие историки считают соответствующим действительности сообщение Марка Туллия Цицерона о том, что Марк-прадед — это консул 187 и 175 годов до н. э..
Матерью Луция была Аппулея. В семье было ещё двое сыновей: Марк Эмилий Лепид и Луций Корнелий Сципион Азиатский Эмилиан. Последний был отдан на усыновление Луцию Корнелию Сципиону Азиатскому, консулу 83 года до н. э., и погиб совсем молодым в 77 году до н. э.

## Биография
Первое упоминание о Луции Эмилии в сохранившихся источниках относится к 63 году до н. э. Незадолго до решающих событий, связанных с раскрытием масштабного заговора, Лепид Павел привлёк Луция Сергия Катилину к суду по обвинению в насильственных действиях. Тот вскоре бежал из города, а позже погиб в бою, так что судебный процесс не состоялся. В следующем году Луций занимал должность монетария и отчеканил денарии с изображениями богини Согласия на аверсе и капитуляции Персея Македонского на реверсе. В первом случае он напоминал о разгроме Катилины (именно на заседании в храме богини Согласия сенат постановил казнить заговорщиков), во втором — о заслугах своих предков.
Должность квестора, с которой начинался cursus honorum римского аристократа, Лепид Павел занимал в 59 году до н. э. Он служил в Македонии под началом Гая Октавия. Именно в это время в Риме некто Луций Веттий заявил о существовании заговора, целью которого якобы было убийство Гнея Помпея Великого; в числе заговорщиков он назвал опытных политиков Марка Кальпурния Бибула, Луция Лициния Лукулла и Луция Домиция Агенобарба, а также ряд представителей аристократической молодёжи — Гая Скрибония Куриона, Марка Юния Брута, Публия Корнелия Лентула Спинтера, Лепида Павла. Этим показаниям никто не поверил, вскоре Веттий умер в тюрьме, и реальных последствий дело не имело.
В 57 году до н. э. Луций Эмилий поддерживал идею о возвращении из изгнания Марка Туллия Цицерона. В 56 году он выступал в суде против Публия Сестия, обвинённого в организации беспорядков, и заявлял о намерении выдвинуть обвинение против Публия Ватиния. Движение Лепида Павла по cursus honorum продолжалось: в 55 году до н. э. он был эдилом (и в этом качестве начал перестраивать Эмилиеву базилику на форуме, воздвигнутую одним из его предков), а в 53 году — претором, причём на эту должность его выбрали из-за политического кризиса только в середине лета. В 50 году до н. э. Луций Эмилий стал консулом совместно с плебеем Гаем Клавдием Марцеллом. В это время в Риме развернулась борьба между сенатской «партией», к которой примкнул Помпей, и Гаем Юлием Цезарем; Лепид Павел считался убеждённым противником последнего, но после избрания принял у него огромную взятку в 1 500 талантов в обмен на свой нейтралитет. Полученные деньги он потратил на базилику.
Во время гражданской войны между Помпеем и Цезарем (49—45 годы до н. э.) Луций Эмилий не играл какой-либо заметной роли. Он снова упоминается в источниках только после убийства Гая Юлия в 44 году до н. э. Во время Мутинской войны сенат направил его вместе с ещё двумя послами к Сексту Помпею в Массилию; позже он высказался за признание «врагом отечества» собственного брата Марка, одного из руководителей цезарианцев. Осенью 43 года до н. э. Марк Эмилий заключил с Октавианом и Марком Антонием союз, известный как второй триумвират. Совместно эти трое полководцев заняли Рим и включили своих врагов в проскрипционные списки. Луций стал первым из фигурантов этих списков: как пишет Аппиан, «первым из приговаривавших к смерти был Лепид, а первым из приговорённых — брат Лепида, Павел». Но ему удалось спастись (возможно, благодаря тайной поддержке брата) и уехать на Восток, в Азию.
Лепид Павел обосновался в Милете. Когда очередная гражданская война закончилась, триумвиры предложили ему вернуться в Рим, но он ответил отказом. После этого Луций Эмилий уже не упоминается в источниках.

## Потомки
У Луция Эмилия был сын, носивший необычный для Рима преномен — Павел. Этот нобиль занимал должность консула-суффекта в 34 году до н. э. Его сыновья тоже были консулами, причём один из них был женат на внучке Августа.